# پیمان سال نو

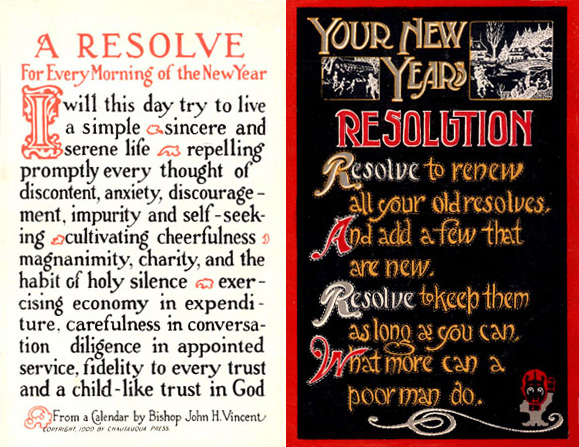
کارت‌پستال‌هایی از ابتدای قرن بیستم دربارهٔ پیمان سال نو

پیمان سال نو از رسوم رایج در جهان غرب است که در جهان شرق نیز یافت می‌شود. در این رسم، فرد در آغاز سال تقویمی عهد می‌بندد که به کارهای خوب ادامه دهد، صفت یا رفتاری ناشایست را تغییر دهد، به هدفی شخصی دست یابد، یا با روش‌های دیگری رفتارش را بهبود بخشد.

## خاستگاه‌های دینی
حدود ۲۰۰۰ سال پیش از میلاد مسیح، بابلیان سال نو را با جشنواره‌ای ۱۲روزه به نام آکیتو (که از اعتدال بهاری آغاز می‌شد) گرامی می‌داشتند. این زمان مصادف با فصل کشاورزی برای کاشت محصولات زراعی، تاج‌گذاری شاهان، و قول‌دادن برای بازگرداندن تجهیزات کشاورزی قرض‌گرفته‌شده و پرداخت بدهکاری‌ها بود.
رومیان باستان از سال نوی بابلی و سنت عهدکردن اقتباس کردند. با این حال، زمان‌بندی آن در نهایت با گاه‌شماری ژولینی در سال ۴۶ پیش از میلاد مسیح جابجا شد. این تقویم یکم ژانویه را به‌عنوان آغاز سال جدید اعلام کرد و هر سال را با قول‌دادن به ژانوس که ریشهٔ نام این ماه است، آغاز می‌کرد.
طیّ قرون وسطی، هر ساله شوالیه‌ها در پایان دهه‌ی کریسمس برای بازتصریح تعهدشان برا شوالیه‌گری، «سوگند طاووس» یاد می‌کردند.
بسیاری از مسیحیان در آیین شب‌زنده‌داری با عبادت و بستن این پیمان‌ها خود را برای سال پیش رو آماده می‌کنند. نیایشی که در مسیحیت متودیستی در آیین شب‌زنده‌داری برای سال جدید استفاده می‌شود، عبادت تجدید میثاق است. افزون بر سنّت اجرای این عبادت در شب سال نو، بسیاری از کلیساها آن را هم در شب و هم در روز سال نو ارائه می‌دهند.
سنّت‌های مشابه بسیاری در دیگر ادیان وجود دارد. در طول سال نوی یهودی که رُوش هُشانا نام دارد و از روزهای مقدس عالی آغاز شده و در یوم‌کیپور (روز رسالت) به اوج می‌رسد، شخص باید در کارهای بد خود در طول سال تأمّل کند؛ هم عذر بخواهد و هم عذر بپذیرد. چنین اقداماتی را می‌توان در طول چلّهٔ روزه مسیحیان انجام داد، اگرچه انگیزهٔ پشت این تعطیلات فداکردن است و نه مسئولیت‌پذیری. این مفهوم، جدای از هر عقیده‌ای، تأمّل کردن برای خودیاری سالانه است.

## مشارکت
کتاب خاطرات آنه هالکت مربوط به سال ۱۶۷۱ مدخلی در دوم ژانویه با عنوان «پیمان» دارد. این مدخل دربرگیرندهٔ تعدادی سوگند دینی است که اساساً از آیات کتاب آسمانی گرفته شده‌است؛ مانند «من دیگر نخواهم رنجاند».
تا سرآغاز قرن نوزدهم، تمایل مردم به بستن (و ناتوانی در نگه‌داشتن) پیمان نزد عموم شناخته شده بود و مورد هجو قرار می‌گرفت. در مقاله‌ای از مجله ایرلندی‌های واکر در سال ۱۸۰۲ چنین نوشته که "شخصیت‌های زیر این سال را با پیمان‌هایی قوی آغاز کرده‌اند که رسماً سوگند خورده‌اند آن را نشکنند" و در ادامه فهرستی از پیمان‌های واضحاً ساختگی می‌آمد ("دولتمردان پیمان بسته‌اند که هیچ هدفی جز نیک کشورشان را در نظر نداشته‌باشند… پزشکان بر آن شده‌اند که از طبیعت در اعمال جراحی‌شان پیروی کنند، بیش از آنچه لازم است تجویز نکنند، و دستمزدشان کاملاً متعادل باشد.")

یکی از اوّلین نمونه‌های کاربرد عبارت کامل «پیمان سال نو» به چاپ اوّل ژانویه یکی از روزنامه‌های بوستون مربوط به سال ۱۸۱۳ میلادی برمی‌گردد:
و کماکان، من باور دارم انبوهی از مردم هستند که با خو گرفتن به محکومیت به پیمان‌های سال نو، تمام ماه دسامبر را گناه خواهند کرد؛ با عزمی جدی بر آغازیدن سال نو با پیمان‌ها و رفتارهایی نو، و با اعتقاد کامل به اینکه بدین ترتیب باید کفاره بدهند و تمام خطاهای سابق‌شان را پاک کنند.
در پایان رکود بزرگ، حدود یک‌چهارم بزرگسالان آمریکایی پیمان سال نو بستند. در آغاز قرن بیست‌ویکم این میزان ۴۰ درصد بود. در حقیقت، به‌گفتهٔ انجمن پزشکی آمریکا از نظرسنجی‌های ۱۹۹۵ اپکات و ۱۹۸۵ گالوپ، تقریباً ۴۰ تا ۵۰ درصد از آمریکایی‌ها در رسم پیمان سال جدید مشارکت می‌کنند. در مطالعه‌ای احتمال موفقیت مشارکت‌کنندگانی که پیمان‌های رایج سال نو را بسته بودند (مانند کاهش وزن، برنامه‌های تمرینی، ترک سیگار) ۴۶٪ برآورد شد که بیش از ۱۰ برابر احتمالی موفقیت افرادی است که در دیگر ایّام سال تصمیم می‌گیرند زندگی خود را تغییر دهند.

## نرخ موفقیت
در گزارشی مربوط به سال ۲۰۱۴ از بین آن‌هایی که در پیمان سال نوی خود شکست خوردند، ۳۵٪ پذیرفتند که اهداف غیرواقع‌بینانه داشته‌اند، ۳۳٪ سیر پیشرفت خود را ثبت نکرده‌بودند، و ۲۳٪ آن را فراموش کرده‌بودند؛ باقی پاسخ‌دهندگان نیز مدّعی بودند که تعداد بیش‌ازحدّی پیمان بسته بوده‌اند.
مطالعه‌ای که در سال ۲۰۰۷ توسط ریچارد وایزمن از دانشگاه بریستول بر روی ۳۰۰۰ نفر انجام شد، نشان داد ۸۸٪ از افراد پیمان سال نوی خود را می‌شکنند، برخلاف این واقعیت که ۵۲٪ از شرکت‌کنندگان در این مطالعه در ابتدا به موفقیت خود اطمینان داشتند. نرخ دستیابی افراد به اهداف خود هنگامی‌که هدف‌گذاری انجام داده‌بودند، ۲۲٪ بیش‌تر بود؛ در این فرایند پیمان‌ها بر پایهٔ اهداف کوچک و سنجش‌پذیر تنظیم می‌شوند (برای نمونه، "کم‌کردن یک پوند وزن در یک هفته" به‌جای "کم‌کردن وزن").